# Legenda (film, 2015)
A Legenda (eredeti cím: Legend) 2015-ben bemutatott brit–francia film, amelyet Brian Helgeland rendezett és írt.
A producerei Tim Bevan, Eric Fellner, Chris Clark, Quentin Curtis és Brian Oliver. A főszerepekben Tom Hardy, Emily Browning, David Thewlis, Duffy és Christopher Eccleston láthatók. A film zeneszerzője Carter Burwell. A film gyártója a Cross Creek Pictures, a StudioCanal és a Working Title Films, forgalmazója a Universal Pictures. Műfaja életrajzi film, bűnügyi film, thriller film.
Az Egyesült Királyságban 2015. szeptember 9-én, Magyarországon 2015. október 8-án mutatták be a mozikban.

## Cselekmény
A Legenda című krimi története a 60-as évek Londonjába repíti vissza nézőit. A hírhedt Kray testvérek közül Reggie volt a "normálisabb", aki az éjszakákat hírességekkel mulatta át, míg testvére, Ron az elmegyógyintézetben dekkolt. Miután Reggie elintézte, hogy kiengedjék Ront a diliházból, verhetetlen párossá duzzasztják hírnevüket és leszámolnak ellenfeleikkel, elsőként a Richardsonokkal, s egyeduralomra törnek a londoni alvilágban

## Szereplők
| Szereplő                  | Színész                 | Magyar hang            | Magyar hang        |
| Szereplő                  | Színész                 | Freeman Film           | HBO                |
| ------------------------- | ----------------------- | ---------------------- | ------------------ |
| Ronald Kray / Reggie Kray | Tom Hardy               | Király Attila          | Király Attila      |
| Frances Shea              | Emily Browning          | Gáspár Kata            | Gáspár Kata        |
| Nipper Read               | Christopher Eccleston   | Rosta Sándor           | TBA                |
| Leslie Payne              | David Thewlis           | Tahi Tóth László       | Háda János         |
| Őrült Teddy Smith         | Taron Egerton           | Fehér Tibor            | Fehér Tibor        |
| Angelo Bruno              | Chazz Palminteri        | Dózsa László           | Kőszegi Ákos       |
| Charlie Richardson        | Paul Bettany            | TBA                    | TBA                |
| Frank Shea                | Colin Morgan            | Renácz Zoltán          | Baráth István      |
| Mrs. Shea                 | Tara Fitzgerald         | Mérai Katalin          | Bertalan Ágnes     |
| Albert Donoghue           | Paul Anderson           | Schnell Ádám           | Schnell Ádám       |
| Harold Wilson             | Kevin McNally           | TBA                    | Forgács Gábor      |
| Lord Boothby              | John Sessions           | TBA                    | Harsányi Gábor     |
| Jack McVitie              | Sam Spruell             | Hajdu Steve            | Laklóth Aladár     |
| Pat Connolly              | Adam Fogerty            | Borbiczki Ferenc       | Törköly Levente    |
| Ian Barrie                | Mel Raido               | Horváth Illés          | Welker Gábor       |
| Dr. Humphries             | Nicholas Farrell        | TBA                    | Rosta Sándor       |
| Leslie Holt               | Charley Palmer Rothwell | Előd Álmos             | Markovics Tamás    |
| Ronnie Hart               | Chris Mason             | Oroszi Tamás           | Márkus Sándor      |
| Mike Jobber               | Richard Riddell         | Horváth-Töreki Gergely | Horváth Illés      |
| Jack Dickson              | Frankie Fitzgerald      | Seder Gábor            | Kisfalusi Lehel    |
| Violet Kray               | Jane Wood               | Halász Aranka          | Tóth Judit         |
| George Cornell            | Shane Attwooll          | Koncz István           | Thuróczy Szabolcs  |
| Scott                     | Joshua Hill             | TBA                    | Joó Gábor          |
| Mclean                    | Alex Ferns              | TBA                    | Kapácsy Miklós     |
| Stefan De Faye            | Sam Hoare               | TBA                    | Nagy Dániel Viktor |
| Cummings főfelügyelő      | Tim Woodward            | TBA                    | Németh Gábor       |
| Hew McCowan               | Nick Hendrix            | TBA                    | Ágoston Péter      |
| Arnold Goodman            | Robert Ashby            | TBA                    | Bácskai János      |
| Fuller                    | Stephen Lord            | TBA                    | Király Adrián      |